# Oksan-myeon, Gunsan
Oksan-myeon (koreanska: 옥산면)  är en socken i Sydkorea. Den ligger i kommunen Gunsan i provinsen Norra Jeolla, i den sydvästra delen av landet, 180 km söder om huvudstaden Seoul.